# Okres Jarocin
Okres Jarocin (polsky Powiat jarociński) je okres v polském Velkopolském vojvodství. Rozlohu má 587,7 km² a v roce 2019 zde žilo 71 563 obyvatel. Sídlem správy okresu je město Jarocin.

## Gminy
Městsko-vesnické:
- Jaraczewo
- Jarocin
- Żerków

Vesnická:
- Kotlin

## Města
- Jaraczewo
- Jarocin
- Żerków

## Sousední okresy
| Růžice kompasu | Środa Wielkopolska | Środa Wielkopolska | Września | Růžice kompasu |
| Růžice kompasu | Śrem               | Sever              | Pleszew  | Růžice kompasu |
| Růžice kompasu | Śrem               | Okres Jarocin      | Pleszew  | Růžice kompasu |
| Růžice kompasu | Śrem               | Jih                | Pleszew  | Růžice kompasu |
| Růžice kompasu | Gostyń             | Krotoszyn          | Pleszew  | Růžice kompasu |